# Zbraslav
Zbraslav (německy Königsaal) je evidenční část a katastrální území na jihu Prahy, též bývalé město. Zbraslav má bohatou historii, která sahá až do doby kamenné. Od konce 13. století nabyla Zbraslav na důležitosti, když se v nově zbudovaném cisterciáckém klášteře začali pohřbívat členové vládnoucí přemyslovské dynastie. Pro krásnou přírodu a dlouhou historii si Pražané začali v 2. polovině 19. století Zbraslavi všímat a pravidelně ji navštěvovat. Zbraslav vznikla sloučením obcí Zbraslav, Záběhlice a Žabovřesky. Mimo zástavby těchto tří obcí zde dále existují osady Baně, Strnady a Závist.   Téměř celé území Zbraslavi se rozkládá mezi levým břehem Vltavy a pravým břehem Berounky, pouze územní část Závist zasahuje i na pravý břeh Vltavy, kde se nachází i nádraží Praha-Zbraslav na železniční trati 210 Praha-Čerčany-Dobříš. Pravý a levý břeh Vltavy zde propojuje silniční most Závodu míru.
Praha-Zbraslav je od roku 1990 městskou částí tvořenou katastrálními územími Zbraslav a Lahovice. Městská část je součástí obvodu Praha 5. Rozšířenou přenesenou působnost pro ni vykonává sousední městská část Praha 16 (Radotín) v rámci správního obvodu Praha 16.

## Název
Název Zbraslavi se v minulosti velmi různil. V jednotlivých pramenech nebo literatuře se proto můžeme setkat s mnohými podobami tohoto jména jako např. Zbraslaw, Zebrezlauo či Izbrazlau. Německý název Zbraslavi Königsaal vychází z latinského pojmenování zdejšího kláštera Aula Regia neboli Síň královská. Takto Zbraslavský klášter označil Václav II., protože sem hodlal přenést přemyslovskou nekropoli.

## Počátky osídlení

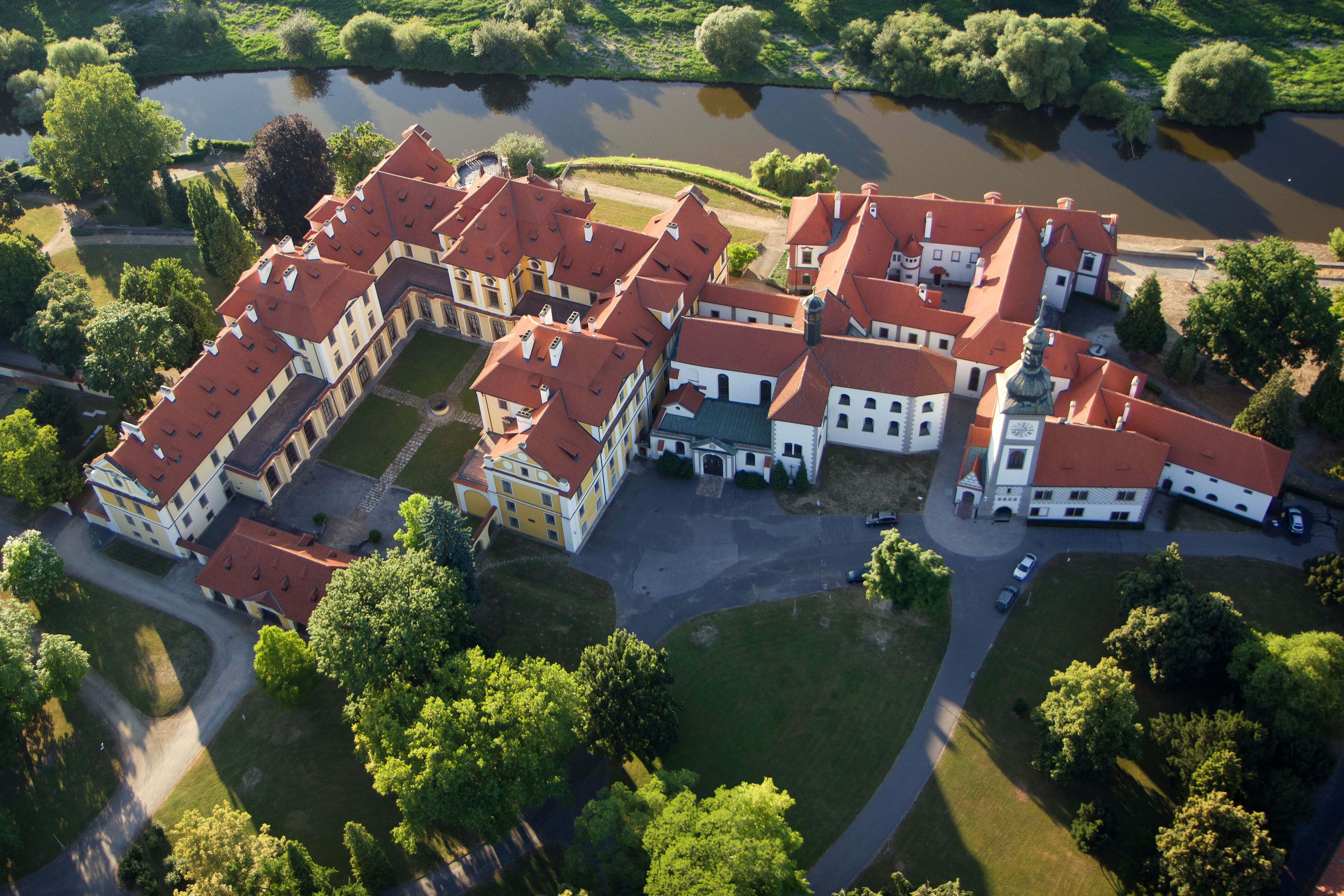
Zámek Zbraslav s tůní Krňák

Nad osadou Závist, která dnes územně spadá pod Zbraslav, se tyčí kopce Hradiště a Šance. Oba vrcholy hrály hlavně v pravěku důležitou roli pro tehdejší obyvatele Čech. Nejstarší doklady o osídlení Hradiště a Šancí pochází z pozdní doby kamenné ze 3. tisíciletí př. n. l. V té době lidé začínali zakládat osady na výše položených místech, která obyvatelům poskytovala větší ochranu. Zdrojem obživy byl převážně chov dobytka, a tak nebylo nutné vyhledávat nejúrodnější oblasti v povodí řek.
Ke vzniku velké sídelní aglomerace a výstavbě prvních větších opevnění došlo v pozdní době bronzové (cca 9.–8. století př. n. l.). Z této doby pochází i první archeologické nálezy na Zbraslavi, kde se též vyskytovalo menší sídliště. Na přelomu dob halštatské a laténské (5.–4. století př. n. l.) sem již pravděpodobně přišli Keltové a zbudovali zde významné opevněné sídlo. Tehdy bylo hradiště na Závisti důležitým obchodním a mocenským centrem. Jeho významnost dokládají zbytky kamenných staveb na akropoli a též náročně zbudované hradby, jimiž bylo sídliště opevněno.
Nejvýznamnější období Závisti spadá do 2.–1. století př. n. l., kdy zde bylo Kelty založeno rozsáhlé oppidum. Archeologické objevy nám dokládají nebývalý rozkvět kulturní, společenský i hospodářský. Na konci této éry mezi lety 9–6 př. n. l. vtrhly na území Čech germánské kmeny Markomanů a Kvádů, kteří přerušili vývoj keltské společnosti. Dle bádání archeologů lze předpokládat, že se Germáni po vyhnání Keltů v menší míře usadili na vrcholu Hradiště, ale Závist už nikdy nedosáhla takového významu jako předtím. V dalších staletích bylo území kopce Hradiště dále využíváno, svědčí o tom nálezy z doby římské, z doby stěhování národů a nálezy staroslovanské keramiky.

## Historie
Na počátku našich dějin byla majiteli česká knížata, která zde měla svůj panovnický dvorec. První písemná zmínka o Zbraslavi se nachází v zakládací listině Kladrubského kláštera, která pochází z roku 1115. Listina zmiňuje, že kníže Vladislav I. daruje nově vzniklému klášteru 25 vesnic, mezi nimiž je i Zbraslav. V listině se též píše o kapli sv. Havla, která ve změněné podobě stojí na vrchu Havlín dodnes. Později zde kladrubští benediktini zřídili proboštství, což dokládá Zbraslavská kronika. Během 13. století měnila Zbraslav se všemi přilehlými statky několikrát majitele. Nejdříve ji od kladrubských benediktinů zakoupil pražský biskup Jan III. Nicméně už roku 1268 ji biskup vyměnil za jiné statky s králem Přemyslem Otakarem II., který si místní krajinu vyhlédl pro lov divoké zvěře.
Na usmíření s Bohem za popravu svého otčíma Záviše z Falkenštejna, pozval král Václav II. na Zbraslav cisterciácký řád a v roce 1292 jim zde založil klášter s názvem Aula Regia. Nový klášter se začal stavět na soutoku Vltavy a Berounky, v místě původního královského dvorce. V roce 1297 byl položen základní kámen mariánského chrámu, který měl později plnit funkci královského pohřebiště namísto Anežského kláštera. Během 14. století zde spočinuli králové Václav II. a Václav III., Eliška Přemyslovna, jež se zasadila o dostavění mariánského chrámu, a později na krátký čas i král Václav IV. Kromě těchto důležitých osobností zde byli uloženi další členové přemyslovského i lucemburského rodu.

### Úpadek a zánik kláštera
V 1. polovině 15. století v Českém království propuklo husitské hnutí, během roku 1420 se táborité (husité z jižních Čech) začali dopouštět radikálních činů. Vypalovali města a kláštery, a tak při dobývání Prahy neušel zkáze ani slavný zbraslavský klášter, který byl pobořen v srpnu roku 1420. Zhanobeny byly hroby zde pohřbených osobností, a především tělo nedávno pohřbeného krále Václava IV. K navrácení klášterní komunity na Zbraslav došlo až za vlády Ladislava Pohrobka, avšak zničený a rozkradený klášterní majetek umožňoval mnichům jen nuzný život. Jako konventní kostel začala být užívána někdejší kaple sv. Jakuba.
Situace se začala zlepšovat až na sklonku 16. století, kdy královská komora začala podporovat některé poničené kláštery. Bohužel ale od roku 1611 plenilo Zbraslav jedno vojsko za druhým. Za třicetileté války bylo městečko švédským vojskem dokonce vypáleno téměř do základů a z obyvatel nezbyl téměř nikdo. Ve druhé polovině 17. století se Zbraslav konečně mohla opět postavit na nohy. Klášter byl opraven a barokizován. Nejvíce práce zde od roku 1700 provedl rodící se génius Jan Blažej Santini-Aichel, který postavil nový klášterní konvent. Postupně začalo opatství znovu bohatnout, stavěly se hospodářské budovy jako např. budova nového pivovaru z roku 1764. Areál kláštera tak získal téměř současnou podobu. Nicméně už roku 1785 byl zbraslavský klášter Josefem II. zrušen a jeho nemovitý majetek přešel do náboženského fondu.

### Zbraslav po zrušení kláštera

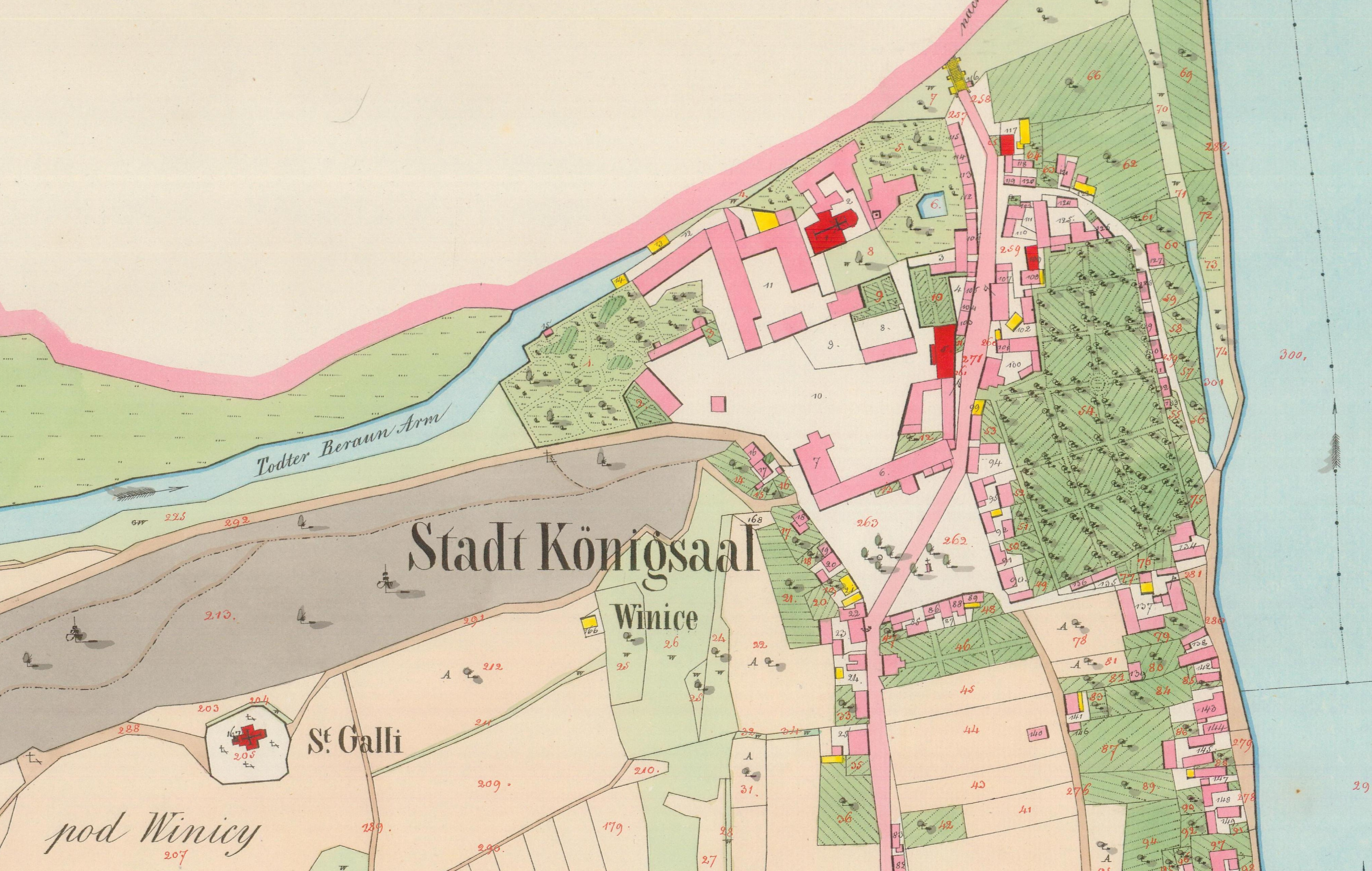
Zbraslav na císařském otisku mapy Stabilního katastru, mapováno v roce 1840

Panovník následně budovy konventu propůjčil průmyslníkovi z Belgie, šlechtici Josefu ze Souvaigne, který nechal budovy přestavět na rafinerii třtinového cukru, čímž Santiniho architektura velmi utrpěla. Cukrovar později koupil továrník Antonín Richter, který přešel na rafinaci cukru z řepy a vedle toho zřídil ještě výrobu různých chemikálií. Bývalý konvent zůstal v majetku Richterových až do roku 1875. Zpustošené zbraslavské panství koupil v roce 1825 bavorský šlechtic Bedřich Kraft Oettingen Wallerstein a roku 1875 přikoupil též budovy zničeného konventu. Oettingen Wallerstein zaváděl na svém panství moderní způsoby hospodaření a také založil první živnostensko-průmyslovou školu pro řemeslníky a zemědělce, jejímž vyučovacím jazykem byla čeština.
Do roku 1829 se zde Berounka vlévala do Vltavy, ale po velké vodě se hlavní koryto Berounky přesunulo do vedlejšího ramene severně k Lahovicím. Díky proražení nového koryta vznikla též osada Lahovičky. Původní řečiště se tak změnilo v mrtvé rameno, které se dnes nazývá tůň Krňák .
Díky zrušení poddanství v roce 1848 začal pomalý přerod z feudální na občanskou společnost. Zbraslav se tehdy stala okresním městem, byla vystavěna radnice pro městské i okresní zastupitelstvo, budova okresního soudu a poté i obecní škola a chudobinec. Urbanistický rozmach na Zbraslavi započal koncem 19. století, kdy zde byla zbudována železniční stanice, která propojuje Zbraslav s Prahou. Skladba obyvatel se postupem času částečně proměňuje a s tím i způsob jejich obživy. Ubývá zemědělců a objevují se podnikatelé, kteří pronajímají letní byty Pražanům a staví hostince a hotely pro letní hosty. Vedle toho si zde lidé z města kupují pozemky a budují si honosné vily ve stylu secese a následně funkcionalismu.

### Zbraslav ve 20. století a dnes

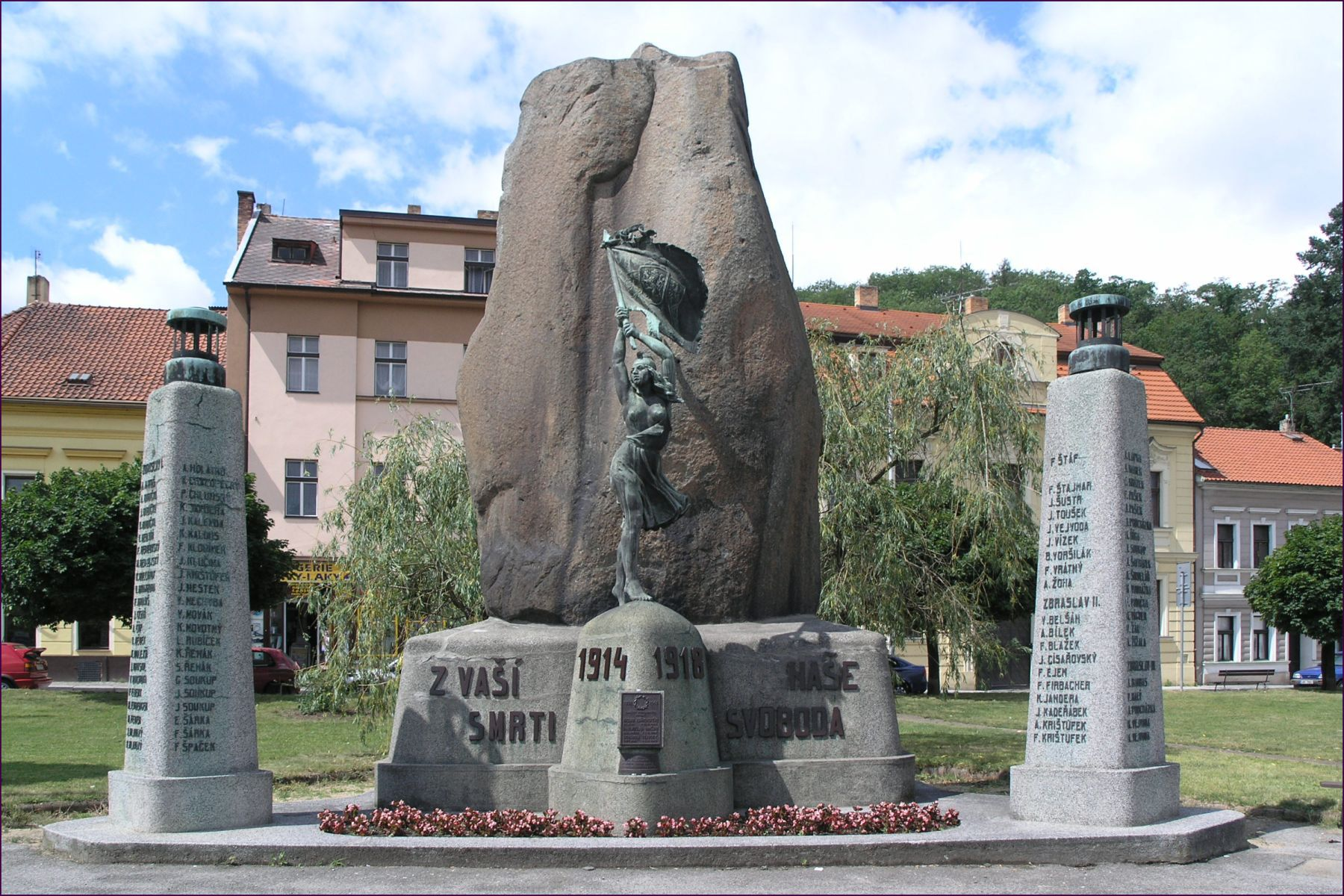
Pomník obětem 1. světové války

S počátkem nového století byl zaveden později velmi proslulý Závod do vrchu Zbraslav-Jíloviště. První ročník se konal 25. března 1908. Roku 1910 koupil Zbraslav rytíř Cyril Bartoň z Dobenína, který celý objekt kláštera i městečko opět povznesl k jejich bývalé kráse. Díky bezprostřední opravě areálu bývalého kláštera dle projektu architekta Dušana Jurkoviče bylo významné dílo zachráněno. Průmyslník Bartoň z Dobenína se posléze též rozhodl k zastavení cukrovarnické výroby a následné renovaci celého konventu. Tím Zbraslav definitivně ztratila průmyslový charakter a bylo dotvořeno výletní letovisko. První světová válka a následná epidemie španělské chřipky si vyžádaly mnoho životů a Zbraslav se z těchto pohrom ještě dlouho vzpamatovávala. Zbraslavským obětem války byl pak roku 1928 na náměstí vystavěn monumentální pomník.
V první polovině 20. století se zbraslavský Sokol konečně dočkal své budovy, a to i díky daru Cyrila Bartoně. Stavba byla dokončena za necelý rok a už v červnu 1930 se slavnostně otevřela. V patře byla postavena tělocvična, která umožnila místní tělovýchovné jednotě další rozlet. Přízemí postavené jako kinosál sloužilo též zbraslavským divadelním ochotníkům.
V roce 1939 byly prostory konventu nabídnuty Národní galerii, která zde následující rok započala činnost své nové pobočky výstavou Barokní umění. Národní galerie zde sídlila až do roku 2009, poté už jí Bartoňové neprodloužili nájem a od té doby se konvent k výstavním účelům nevyužívá.
Roku 1924 se k Zbraslavi připojily Žabovřesky a Záběhlice. Od roku 1967 byla Zbraslav nad Vltavou samostatným městem, které však bylo roku 1974 připojeno k Praze 5. Od roku 1990 pak Zbraslav spolu se sousedními Lahovicemi (včetně Lahoviček) tvoří městskou část Praha-Zbraslav.

## Pamětihodnosti
- Oppidum Závist
- Zbraslavský klášter a zámek
- Kostel sv. Jakuba Staršího
- Vrch Havlín a kostel sv. Havla
- Budova bývalého pivovaru
- Myslivna
- Pavilon Karlův stánek – stojí na návrší Havlína, byl postaven k poctě Karla IV., který Zbraslav navštívil při návratu do své rodné země.
- Pomník padlým
- Storchova vila – vila se zahradou s podzemními prostorami a terasami, oplocení a ohradní zeď s branou. Nachází se na východním úpatí vrchu Havlína.
- Vila Planá růže – unikátní vila s prvky historismu, secese a verandou ve švýcarském stylu[26].
- Fürthova vila – dřevěná vila ve stylu severočeských podhorských chalup postavená ve 20. letech 20. století pro továrníka Fürtha[27].
- Vila Růže
- Ottova vila
- Vančurova vila
- Živnostensko-průmyslová škola, nyní zvonařská dílna
- Husův sbor

## Osobnosti
- Petr Žitavský (1260/70 – 1339) byl od roku 1316 opatem Zbraslavského kláštera. Spolu s opatem Konrádem se účastnil politického dění v Českých zemích, a i po jeho smrti si udržel úzké styky s královským dvorem, zejména s královnou Eliškou a poté s princem Karlem. Po smrti Oty Zbraslavského r. 1314 se stal pokračovatelem Zbraslavské kroniky, kterou přetvořil na rozsáhlé historické dílo[28].
- Jan Kaška (1810–1869)  se vyučil krejčím, ale brzy začal hrát s malostranskými ochotníky divadlo. Seznámil se s Josefem Kajetánem Tylem a spolu s ním se dostal i do angažmá Stavovského divadla. Od r. 1842 se stal profesionálním hercem, ale byl aktivní i jinak. Přispíval do několika časopisů, psal divadelní hry i povídky z prostředí Zbraslavi. Podporoval zbraslavské ochotníky. Pod svá díla se podepisoval J. K. Zbraslavský, aby upozornil na své milované rodiště. Dnes se po něm jmenuje zdejší divadlo[29].
- Jan Otto (1841–1916) byl významným českým nakladatelem, vydal největší českou tištěnou encyklopedii: Ottův slovník naučný. Též se angažoval v politickém dění, byl to velký vlastenec, který prosazoval připomínání důležitých českých osobností a událostí např. upálení mistra Jana Husa[30].
- Generál Karel Mejstřík (1886–1945) byl původně pouze poručík pěchoty v záloze, který se zúčastnil obou světových válek. Za druhé světové války se jako bývalý legionář aktivně zapojoval do odboje v řadách Obrany národa. Na konci války však padl 6. května 1945 při účasti na pražském povstání nedaleko svého domu na Zbraslavi, kde žil se svou rodinou od třicátých let 20. století[31].
- Vladislav Vančura (1891–1942) byl český spisovatel jehož novela Rozmarné léto odráží atmosféru tehdejších zbraslavských říčních lázní. Na Zbraslav se do své nové vily přestěhoval s rodinou roku 1929. Zapojil se do protinacistického odboje, za což byl následně popraven[32].
- Saša Rašilov st. (1891–1955) byl  úspěšný herec Národního divadla, který se na Zbraslav přestěhoval do své nově zbudované vily Maminka. Jeho potomci zde bydlí dodnes[33].
- Jaromír Vejvoda (1902–1988) pocházel z muzikantské rodiny, která se na Zbraslav přestěhovala roku 1919 do domu, kde dnes najdeme restauraci s názvem jeho nejznámější skladby Škoda lásky, dříve restauraci Na Růžku, kterou provozoval Vejvodův otec Josef. Jaromír Vejvoda se proslavil jako hudební skladatel a kapelník, který cestoval s hudbou po Československu i zahraničí. Jeho nejznámější skladba – polka Škoda lásky – byla přeložena do mnoha jazyků a je nejznámější polkou na světě[34].

## Galerie

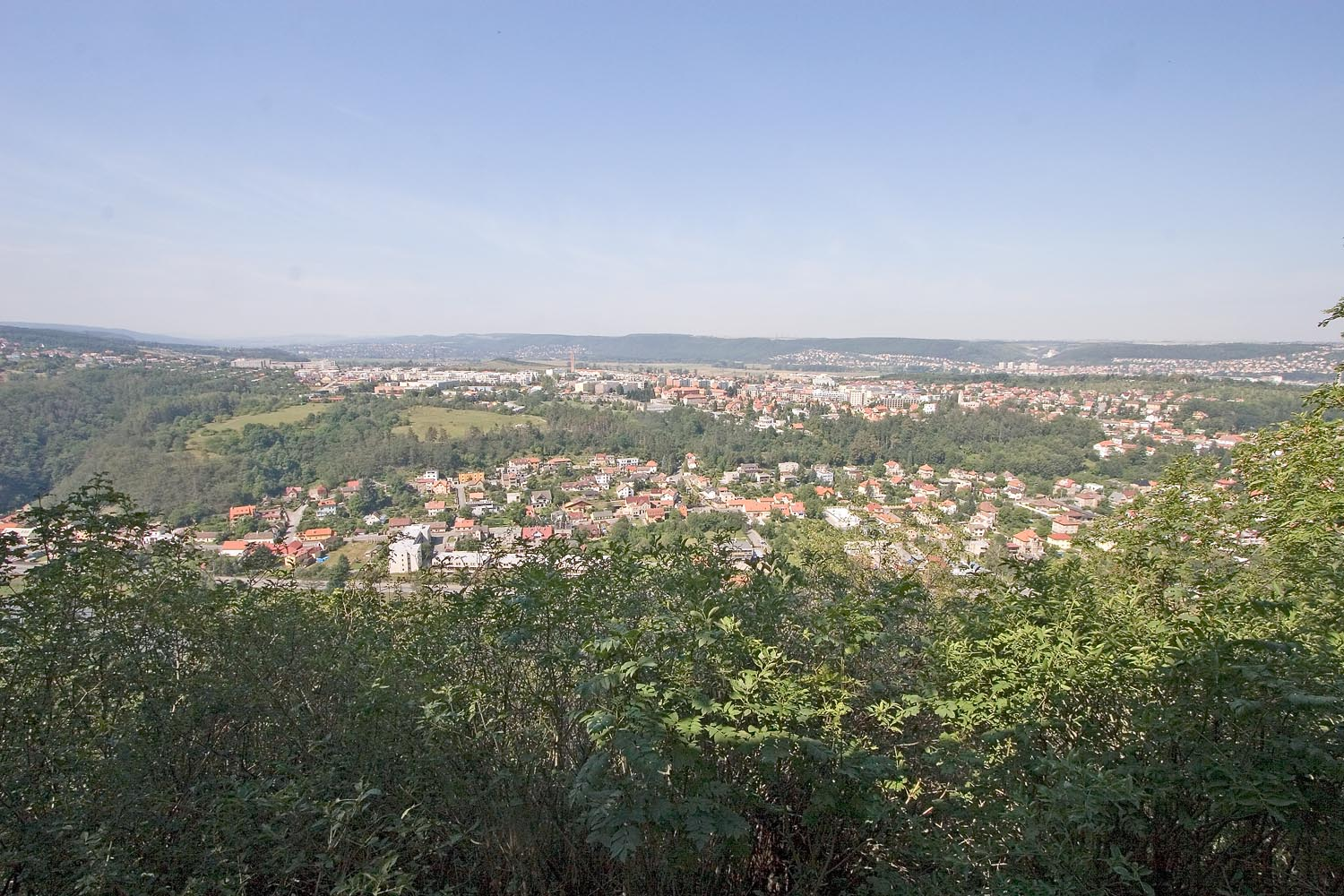
Pohled na Zbraslav od vyhlídkového altánu na kopci Závist
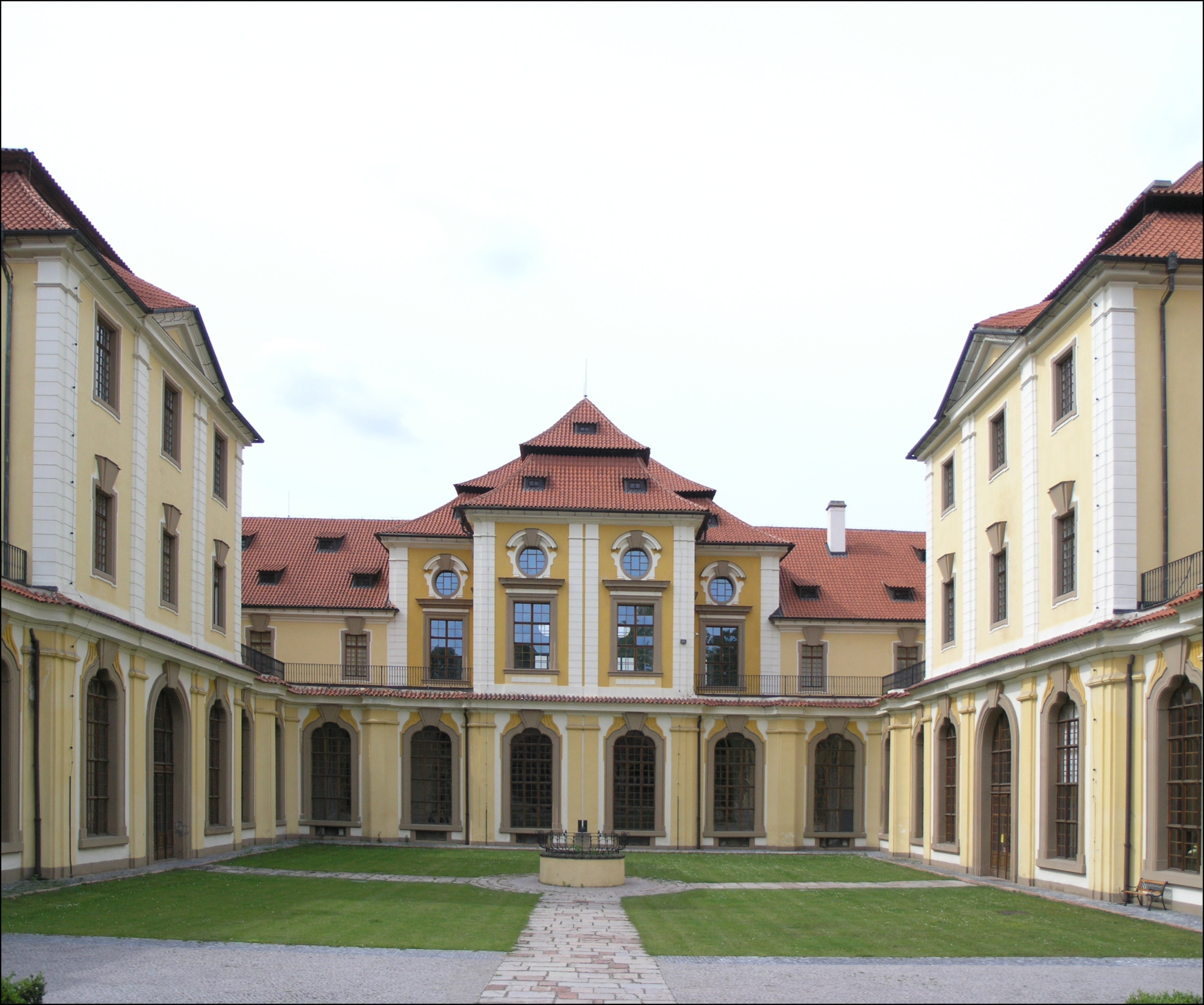
Zbraslavský klášter
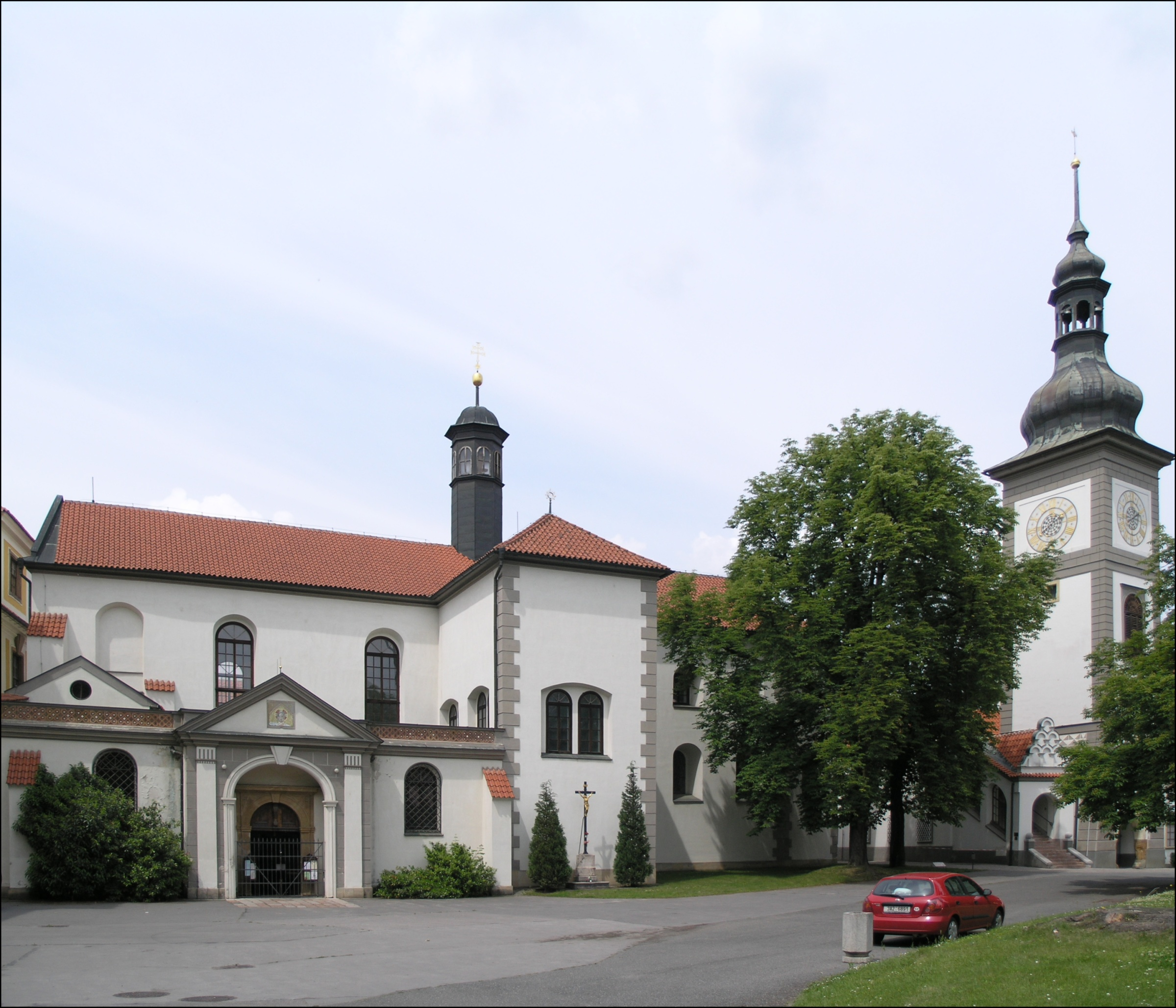
Kostel svatého Jakuba Staršího
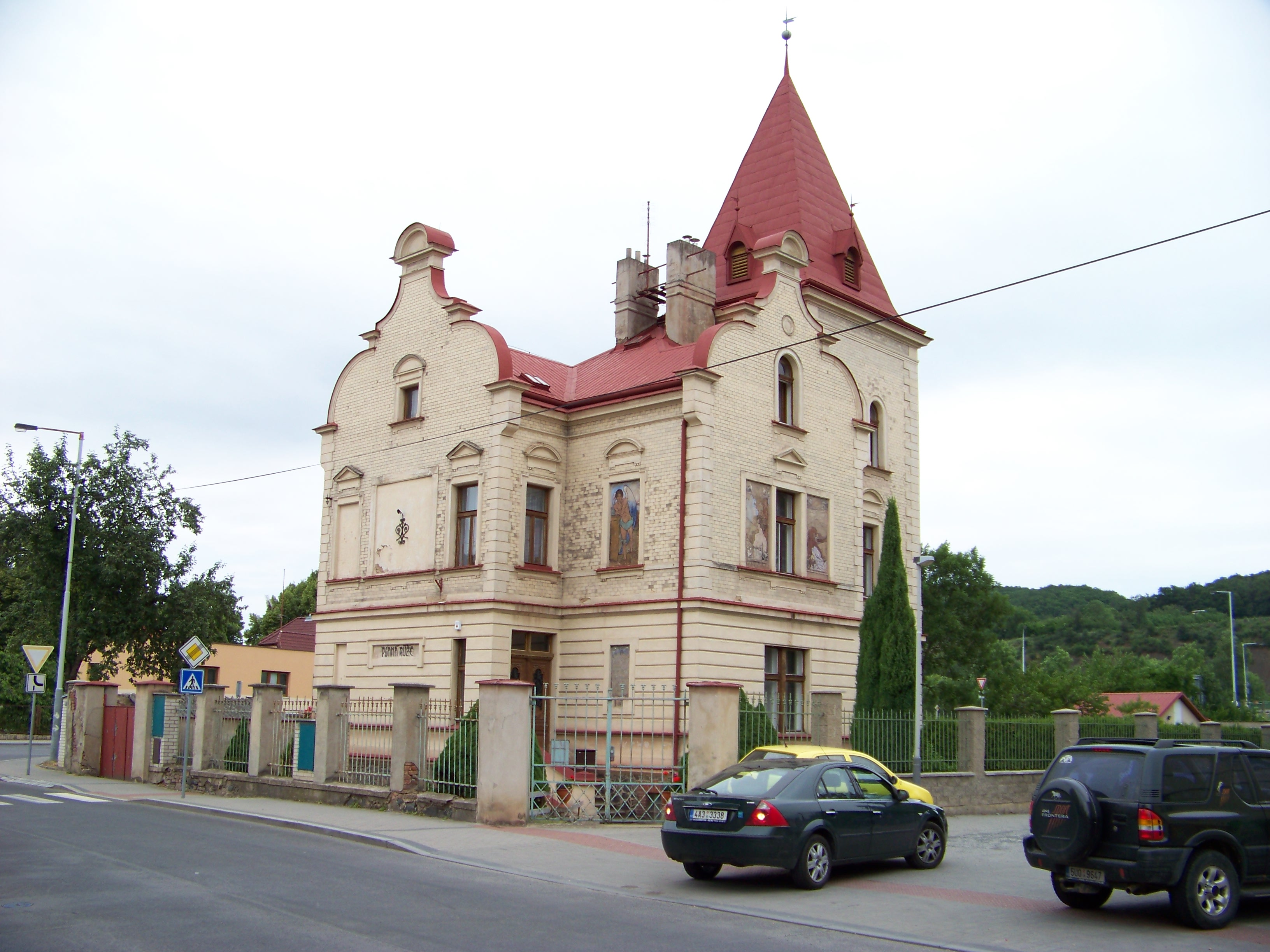
Vila Planá růže
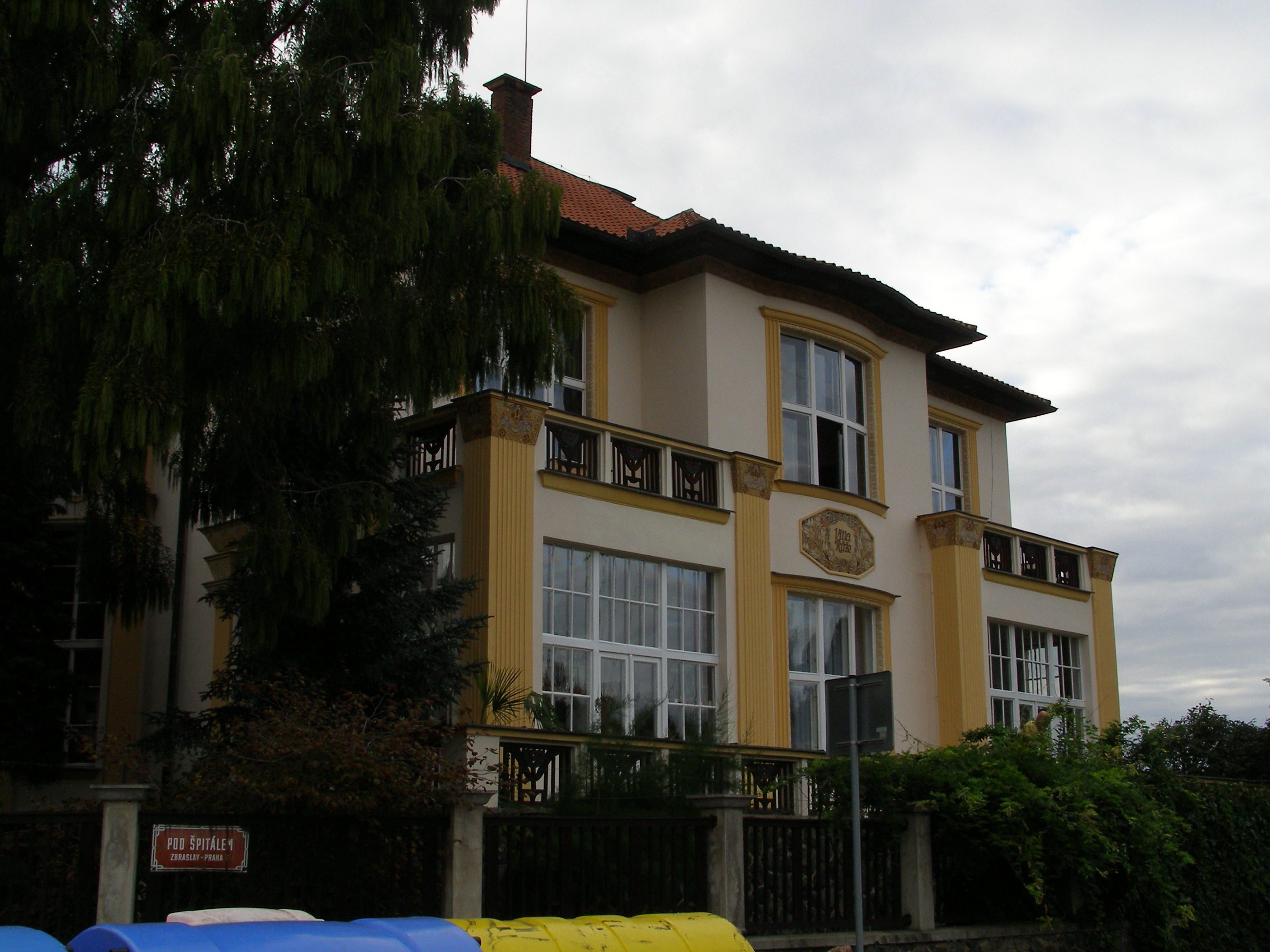
Vila Růže
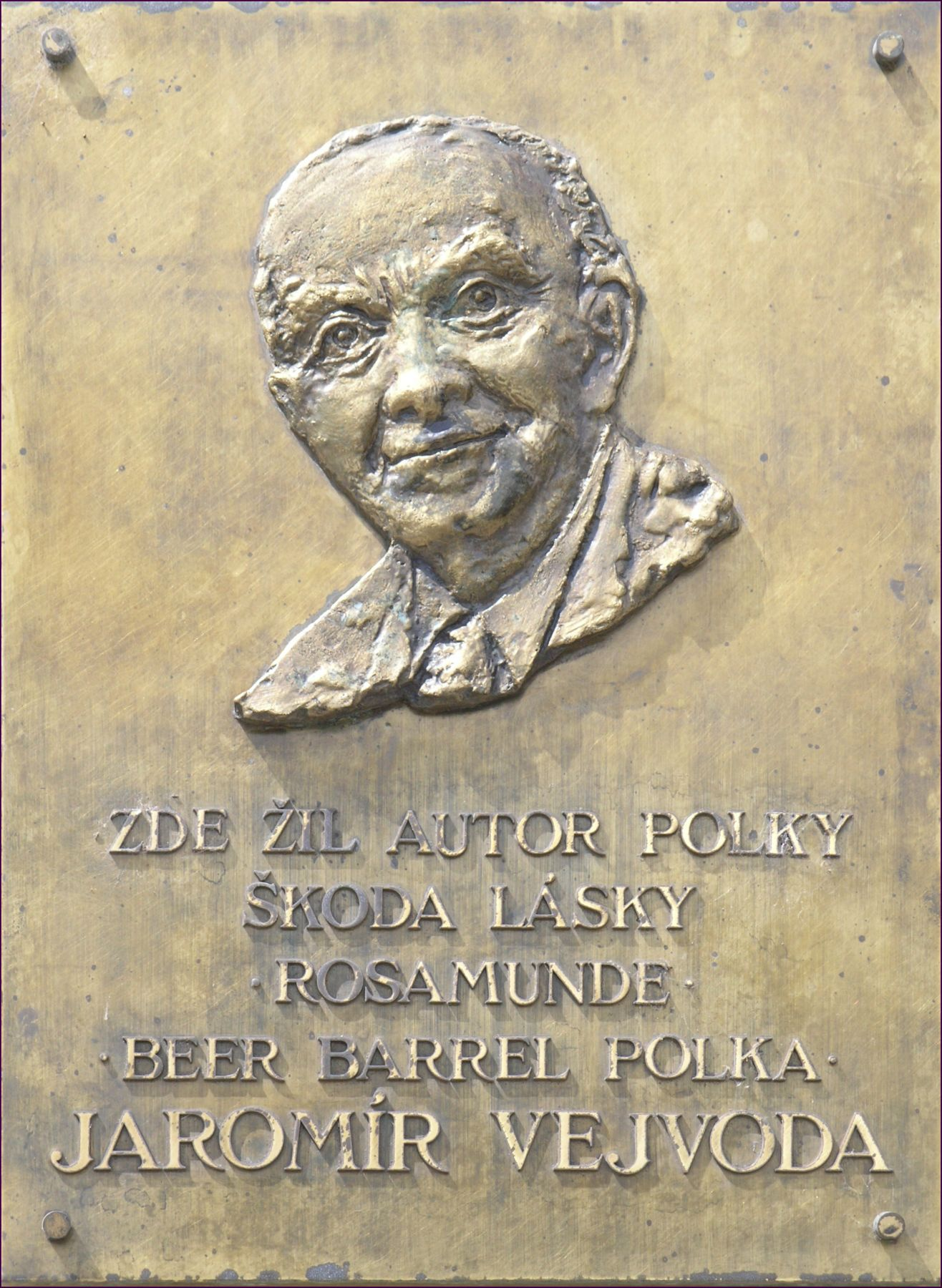
Pamětní deska Jaromíra Vejvody
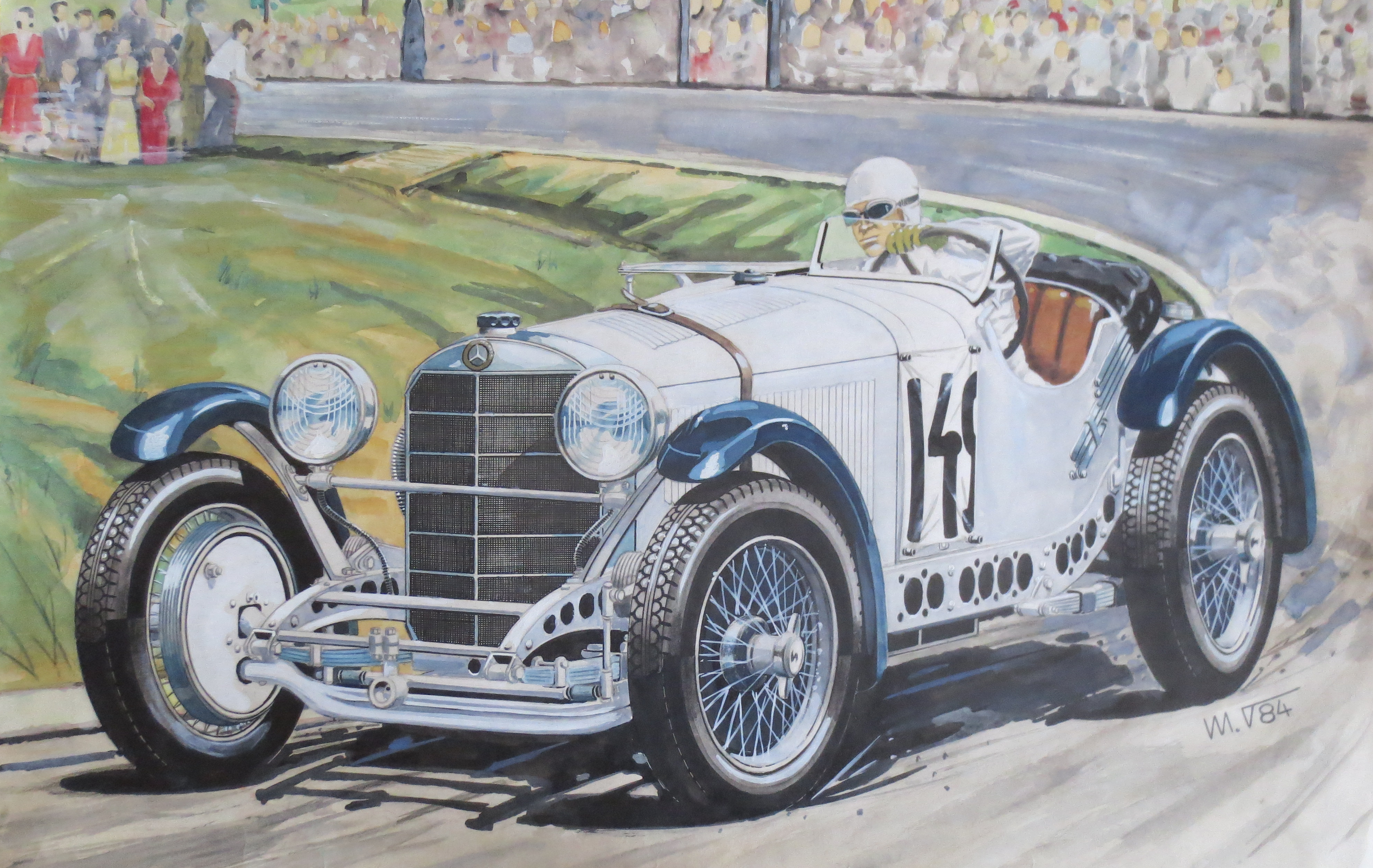
R. Caracciola, Mercedes-Benz SSKL, Zbraslav-Jíloviště (1931)
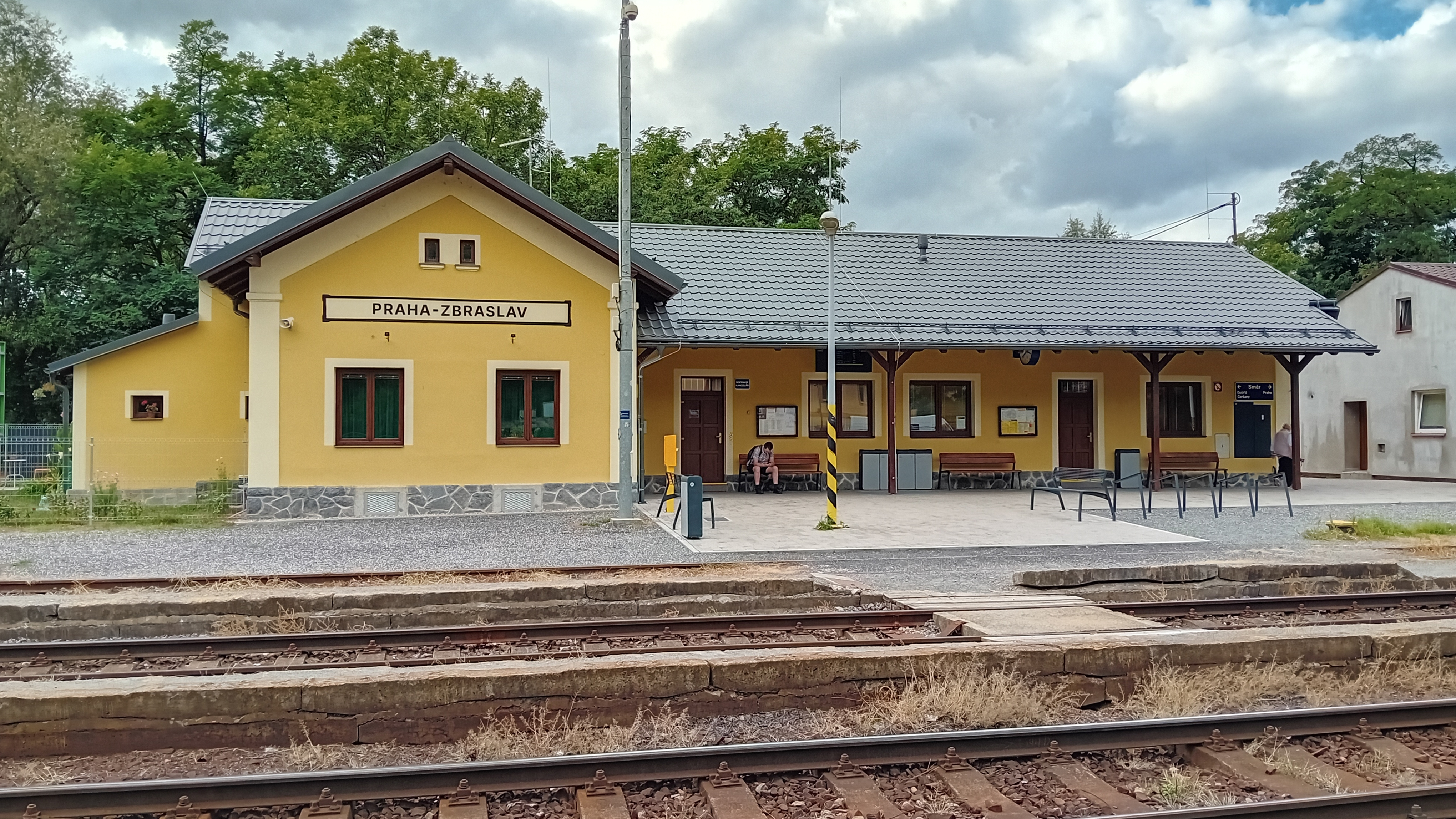
Železniční stanice
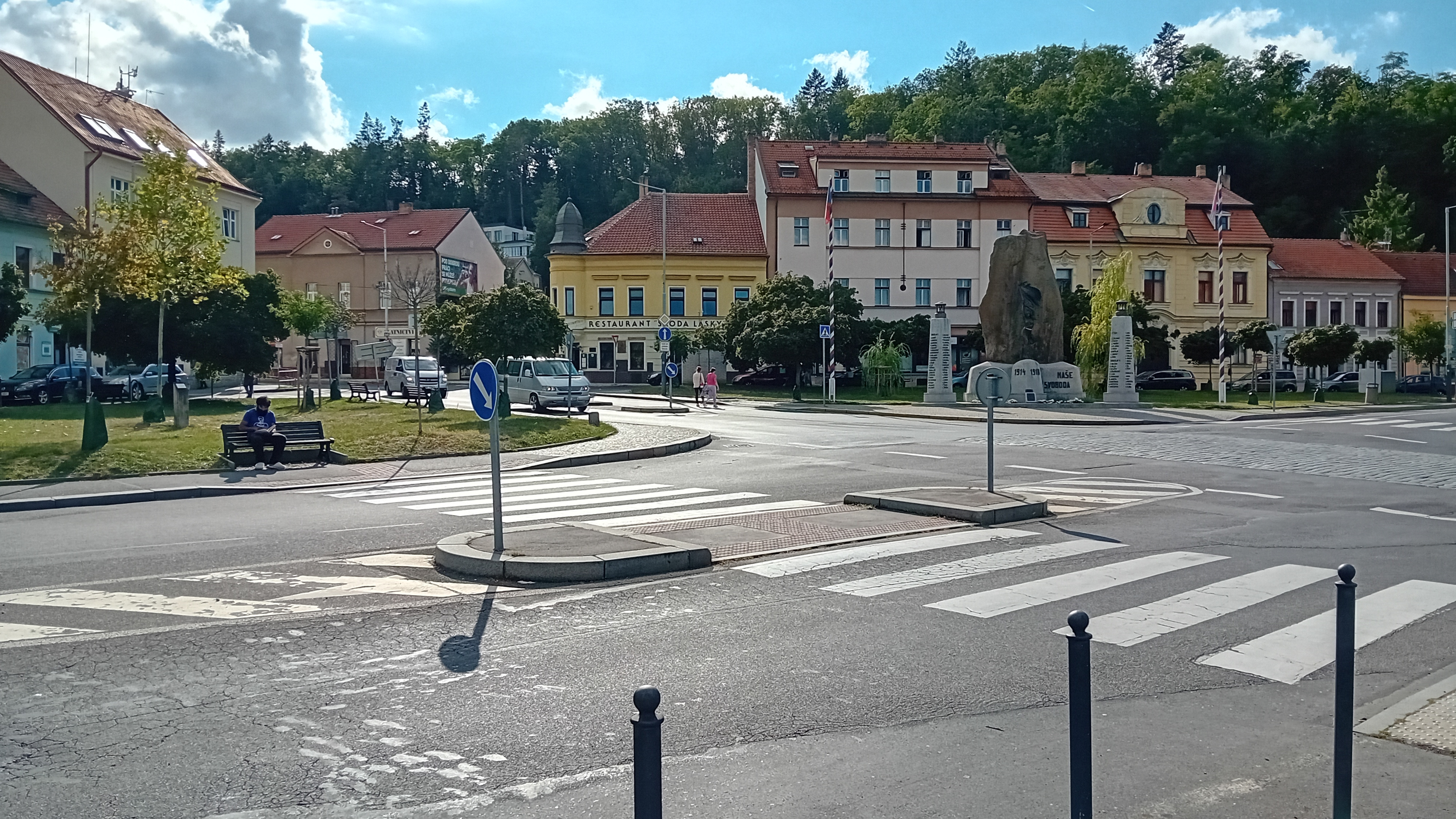
Zbraslavské náměstí